# Bonifacio (nome)
Bonifacio  è un nome proprio di persona italiano maschile.

## Varianti
- Maschili: Bonifazio[2], Bonifacino
  - Ipocoristici: Facio, Fazio, Facino
- Femminili
  - Ipocoristici: Fazia

### Varianti in altre lingue
- Ceco: Bonifác[1]
- Francese: Boniface[1]
- Inglese: Boniface[1]
- Latino: Bonifatius[1][3]
- Olandese: Bonifaas[1]
  - Ipocoristici: Faas[1]
- Polacco: Bonifacy[1]
- Portoghese: Bonifácio[4]
- Slovacco: Bonifác
- Sloveno: Bonifacij
- Spagnolo: Bonifacio[1]
  - Femminili: Bonifacia
- Tedesco: Bonifaz[1]
- Ungherese: Bonifác[1]

## Origine e diffusione
Dal nome latino Bonifatius che, composto dai termini bonus ("buono") e fatum ("fato", "destino"), può essere interpretato come "[che ha un] buon fato", "[che ha un] buon destino". Il secondo elemento viene anche ricollegato a facere, "fare", quindi "colui che opera bene", ma si tratta di un'etimologia erronea, dovuta all'appianamento della pronuncia che portò da Bonifatius a Bonifacius.
In quanto a significato, Bonifacio è quindi un nome tipicamente benaugurale, alla stregua di Bonaventura e Bonavita.
In inglese, nella forma Boniface, cominciò ad essere usato durante il Medioevo, ma si rarificò in seguito alla Riforma Protestante. Va notato che l'ipocoristico olandese Faas è condiviso con Servaas, la forma - sempre olandese - del nome Servazio.

## Onomastico

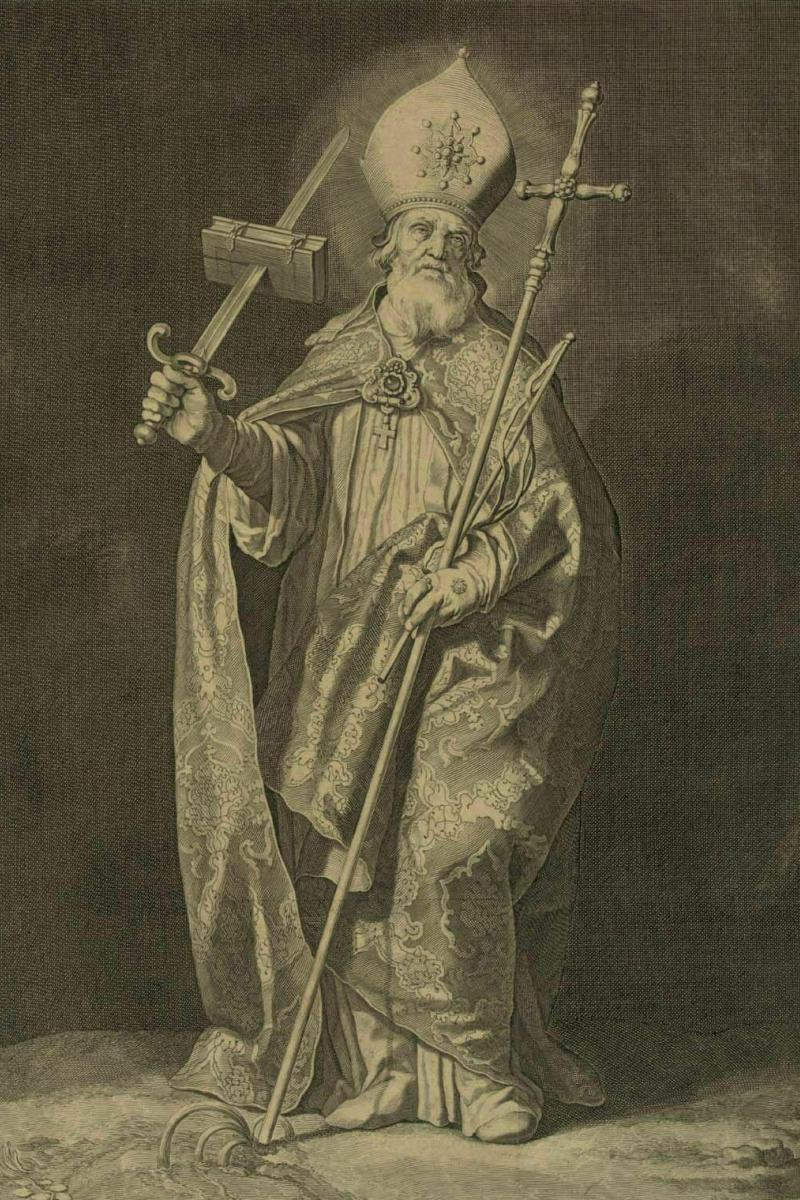
San Bonifacio

Il nome venne portato da nove papi e da diversi santi; l'onomastico si può festeggiare in una delle date seguenti:
- 19 febbraio, beato Bonifacio di Losanna, vescovo[6]
- 9 marzo, san Brunone Bonifacio, vescovo di Querfurt e martire[6]
- 10 aprile, beato Bonifacio Zukowski, sacerdote e martire a Dachau[6]
- 8 maggio, san Bonifacio IV, papa[6]
- 14 maggio, san Bonifacio di Ferentino, vescovo di Ferentino, martire nel VI secolo
- 14 maggio, san Bonifacio di Tarso, martire nel 307
- 5 giugno, san Bonifacio, vescovo e martire a Dokkum[6]
- 2 luglio, san Bonifacio, martire con altri compagni in Africa sotto Unerico[6]
- 4 luglio, beato Bonifacio di Savoia, certosino e arcivescovo di Canterbury[6]
- 25 luglio, san Bonifacio, martire a Roma[6]
- 8 agosto, santa Bonifacia Rodríguez Castro, fondatrice[6]
- 17 agosto, san Bonifacio, diacono e martire nel 483
- 30 agosto, san Bonifacio, martire con la moglie santa Tecla
- 4 settembre, san Bonifacio I, papa[6]
- 6 dicembre, san Bonifacio, martire con altri compagni in Africa sotto Unerico[6]
- 29 dicembre, san Bonifacio, martire con Callisto e Felice

## Persone

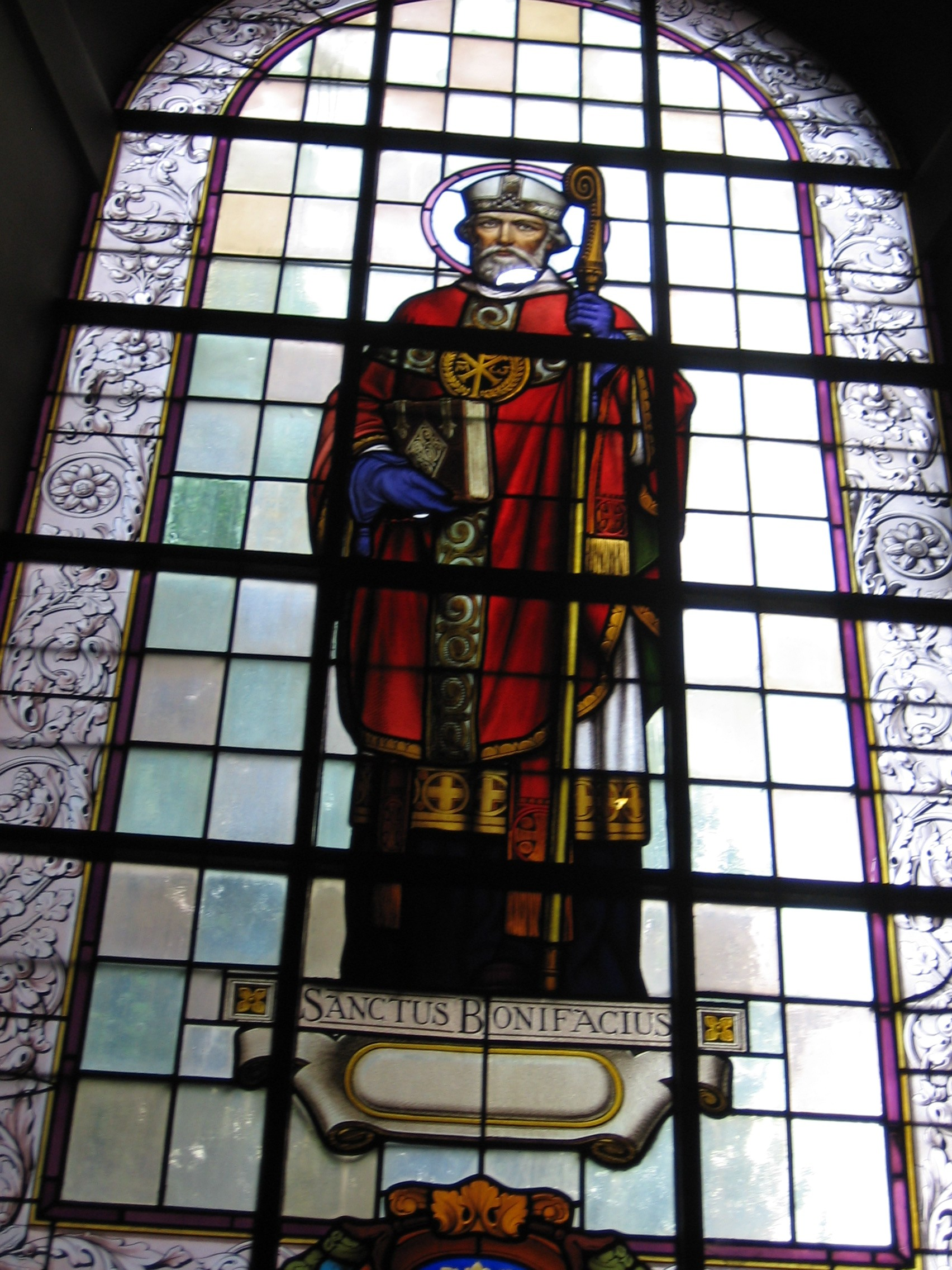
Bonifacio di Losanna

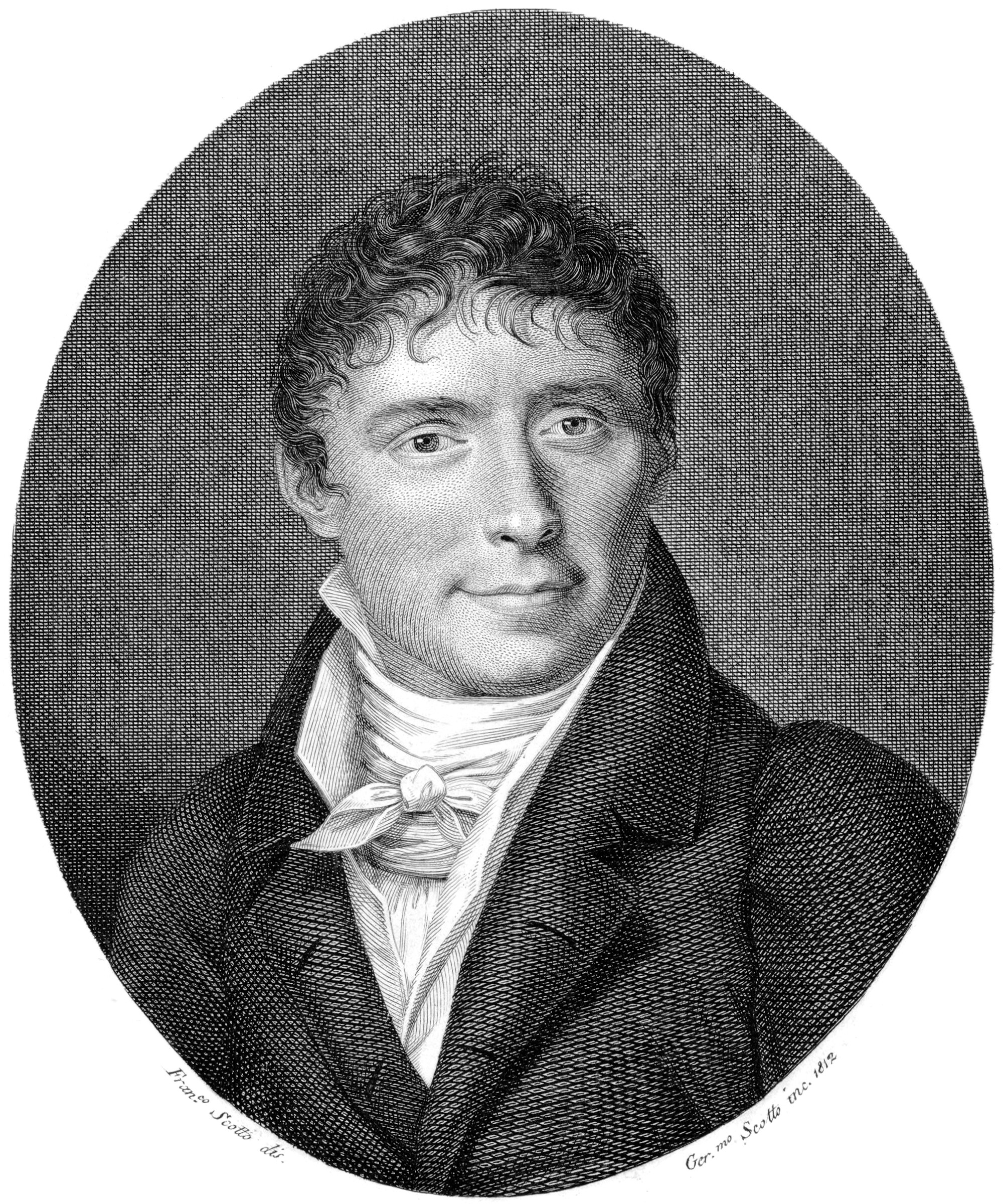
Bonifazio Asioli

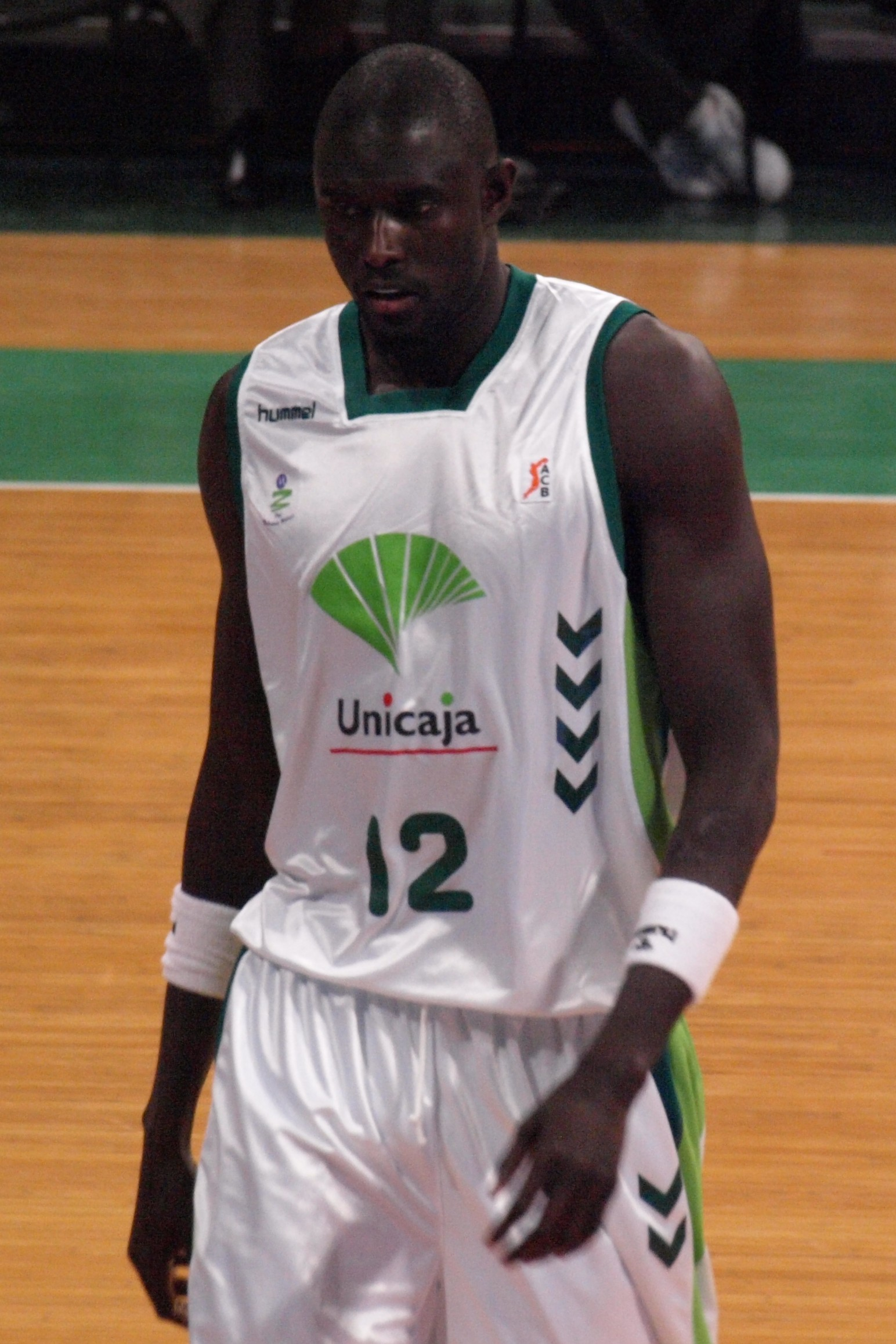
Boniface Ndong

- Bonifacio, monaco, vescovo e santo tedesco
- Bonifacio, generale e governatore romano
- Bonifacio I, papa e santo
- Bonifacio II, papa
- Bonifacio III, papa
- Bonifacio IV, papa e santo
- Bonifacio V, papa
- Bonifacio VI, papa
- Bonifacio VIII, papa
- Bonifacio IX, papa
- Bonifacio di Canossa, marchese di Toscana
- Bonifacio di Losanna, vescovo belga
- Bonifacio I del Monferrato, marchese del Monferrato e re di Tessalonica
- Bonifacio di Savoia, arcivescovo cattolico italiano
- Bonifacio Bembo, pittore e miniatore italiano
- Bonifacio de Camerana, militare italiano
- Bonifacio del Vasto, marchese di Savona
- Bonifacio Frigerio, politico italiano
- Bonifacio Lupi, politico italiano
- Bonifacio Petrone, cantante e attore italiano
- Bonifacio Radicati, vescovo cattolico italiano
- Bonifacio Smerzi, calciatore italiano
- Bonifacio Veronese, pittore italiano

### Variante Bonifazio
- Bonifazio Asioli, compositore italiano
- Bonifazio Bevilacqua Aldobrandini, cardinale e vescovo cattolico italiano
- Bonifazio Caetani, cardinale italiano
- Bonifazio di Andrea, politico sammarinese
- Bonifazio Incisa di Camerana, generale italiano

### Altre varianti maschili
- Fazio degli Uberti, poeta italiano
- Bonifaci VI de Castellana, cavaliere e signore provenzale
- Boniface de Castellane, generale francese
- Bonifaci Calvo, trovatore genovese
- Facino Cane, condottiero italiano
- Boniface Ndong, cestista senegalese naturalizzato tedesco
- Fazio Giovanni Santori, cardinale italiano
- Facino Tiberga, letterato italiano

### Varianti femminili
- Bonifacia Rodríguez Castro, religiosa e santa spagnola

## Toponimi
- Le Bocche di Bonifacio sono uno stretto marino che separa la Corsica dalla Sardegna, e che prendono il nome dal marchese Bonifacio II di Toscana.
- Bonifacio è una città della Corsica.